# Cueva de los Murciélagos (Ribera de Arriba)
La cueva de los Murciélagos es una cueva con pinturas prehistóricas situada en Fresnedo, en el concejo asturiano de Ribera de Arriba, España. Fue declarada Bien de Interés Cultural en aplicación del artículo 40.2 de la Ley 16/1985, de 16 de junio, de Patrimonio Histórico Español, y en 2009 se delimitó su entorno de protección.

## Descripción
Se localiza en el área suroccidental del acantilado calizo de la Peña Arnea y a ella se accede desde el pueblo de Fresnedo. Descubierta en 1972 por el grupo espeleológico Polifemo de Oviedo, se trata de una cueva que presenta dos bocas y que tiene una longitud de 70 metros, con un desnivel de 27. En una de sus bocas conserva el grabado de un bóvido acéfalo.